# Esteban Garibay
Esteban Garibay y Zamalloa o Esteban Garibai (Arrasate, 1533 - Madrid, 1600) va ser un escriptor basc.
Va néixer a Arrasate i va estudiar a la Universitat d'Oñati i participà en la vida local guipuscoana. Va fixar la seva residència entre Toledo i Madrid. Intentà recuperar la condició de "Regne" per a la província de Guipúscoa però no ho aconseguí en faltar-li el suport de le Juntes Generals del territori històric. Va ser nomenat cronista de Sa Majestat el 1592. La majoria dels seus treballs els va fer en castellà però emprà el basc (en dialecte biscaí) i va recollir molts refranys, cançons i cants fúnebres (eresiak).

## Obres en castellà
- Los Quarenta Libros del Compendio Historial (1556-1566), publicats per Plantin, a Anvers, (1570-1572).
- Origen, discursos e ilustraciones de las dignidades seglares de estos reynos (1596).
- Letreros e insignias reales de todos los serenísimos Reyes de Oviedo, León y Castilla (1593).
- Ilustraciones Genealógicas de los Catholicos Reyes de las Españas